# Cynoglossus robustus
Cynoglossus robustus es una especie de pez de la familia Cynoglossidae en el orden de los Pleuronectiformes.

## Distribución geográfica
Se encuentran en las  costas del sur del Japón y en el Mar de la China Meridional.